# Resolutie 71 Veiligheidsraad Verenigde Naties
Resolutie 71 van de Veiligheidsraad van de Verenigde Naties was de 432e resolutie van de Raad en werd aangenomen in het vierde werkjaar op 27 juni. Negen leden stemden voor tegen geen tegen. Oekraïne en de Sovjet-Unie onthielden zich.

## Achtergrond
Op 8 april had de Veiligheidsraad de aanvraag van Liechtenstein om partij van het Statuut van het Internationaal Gerechtshof te worden doorverwezen naar het Comité van Experts.

## Inhoud
De Veiligheidsraad:
- Beveelt de Algemene Vergadering aan om, in overeenstemming met alinea 2 van artikel °93 van het Handvest der Verenigde Naties, als volgt de voorwaarden te bepalen waaronder Liechtenstein partij van het Statuut van het Internationaal Gerechtshof kan worden:
  - Liechtenstein wordt partij van het Hof als het een door het land zelf geratificeerde verklaring neerlegt bij de secretaris-generaal, met daarin:

a. Aanvaarding van de voorwaarden van het Statuut van het Hof.
b. Aanvaarding van de verplichtingen van VN-lidstaten in artikel °94 van het VN-Handvest.
c. Het op regelmatige basis leveren van een door de Algemene Vergadering in samenspraak met de Liechtensteinse regering bepaalde bijdrage aan de kosten van het Hof.

## Verwante resoluties
- Resolutie 9 Veiligheidsraad Verenigde Naties
- Resolutie 11 Veiligheidsraad Verenigde Naties
- Resolutie 102 Veiligheidsraad Verenigde Naties
- Resolutie 103 Veiligheidsraad Verenigde Naties

Lijst ·  67 ·  68 ·  69 ·  70 ·  71 ·  72 ·  73 ·  74 ·  75 ·  76 ·  77 ·  78